# Recorder: The Marion Stokes Project
Recorder: The Marion Stokes Project és una pel·lícula documental nord-americana del 2019 dirigida per Matt Wolf sobre Marion Stokes i l'arxiu de notícies de televisió que va crear.

## Argument
Stokes va capturar 840.000 hores de notícies al llarg de 35 anys, des del 1977 fins a la seva mort el 2012; les gravacions de vídeo VHS i Betamax van ser donades a Internet Archive.
La crisi dels ostatges de l'Iran, que va durar entre 1979 i 1981, va fer que Stokes decidís fer del seu projecte un treball de 24 hores a causa del seu desenvolupament continu tal com va succeir.

## Publicació i recepció
La pel·lícula es va estrenar al Festival de Cinema de Tribeca del 2019 i va ser estrenada i distribuïda per Zeitgeist Films en associació amb Kino Lorber. També es va presentar a la consideració de l' Oscar.
La pel·lícula té una puntuació de 95% a Rotten Tomatoes. El consens crític del lloc diu: "Recorder: The Marion Stokes Story fa servir la recerca singular d'una persona per il·luminar la línia borrosa entre la brillantor i l'obsessió".

### Estrena en l'àmbit domèstic
El DVD i el Blu-ray del documental es van posar a la venda el 10 de març de 2020.
Lunchmeat VHS va publicar una edició VHS del documental el 2023.